# Rejon białocerkiewski
Rejon białocerkiewski (ukr. Білоцерківський район) – jednostka administracyjna w składzie obwodu kijowskiego Ukrainy.
Powstał w 2020. Ma powierzchnię 6511,8 km² i liczy około 436 tysięcy mieszkańców (2021). Siedzibą władz rejonu jest Biała Cerkiew.